# Phil Jagielka
Philip Nikodem "Phil" Jagielka (nascut el 17 d'agost de 1982) és un jugador professional de futbol anglès que juga per l'Everton FC i capitans com a defensor tot i que en general va jugar com a migcampista central per al seu club anterior Sheffield United.